# Sandleheath
 Sandleheath  est un village et une paroisse civile à environ 1,8 milles (2,9 km) à l'ouest de Fordingbridge dans le district de New Forest et le comté du Hampshire, en Angleterre.

## Géographie
La population se montait à 663 habitants au précédent recensement,atteignant 680 au recensement de 2011.

## Histoire
Le manoir Sandle est un manoir élisabéthain qui a été agrandi en 1900 et 1936.
L'église paroissiale Saint Aldhelm a été conçue par l'architecte Charles Ponting et construite en 1907.

## Économie et commodités

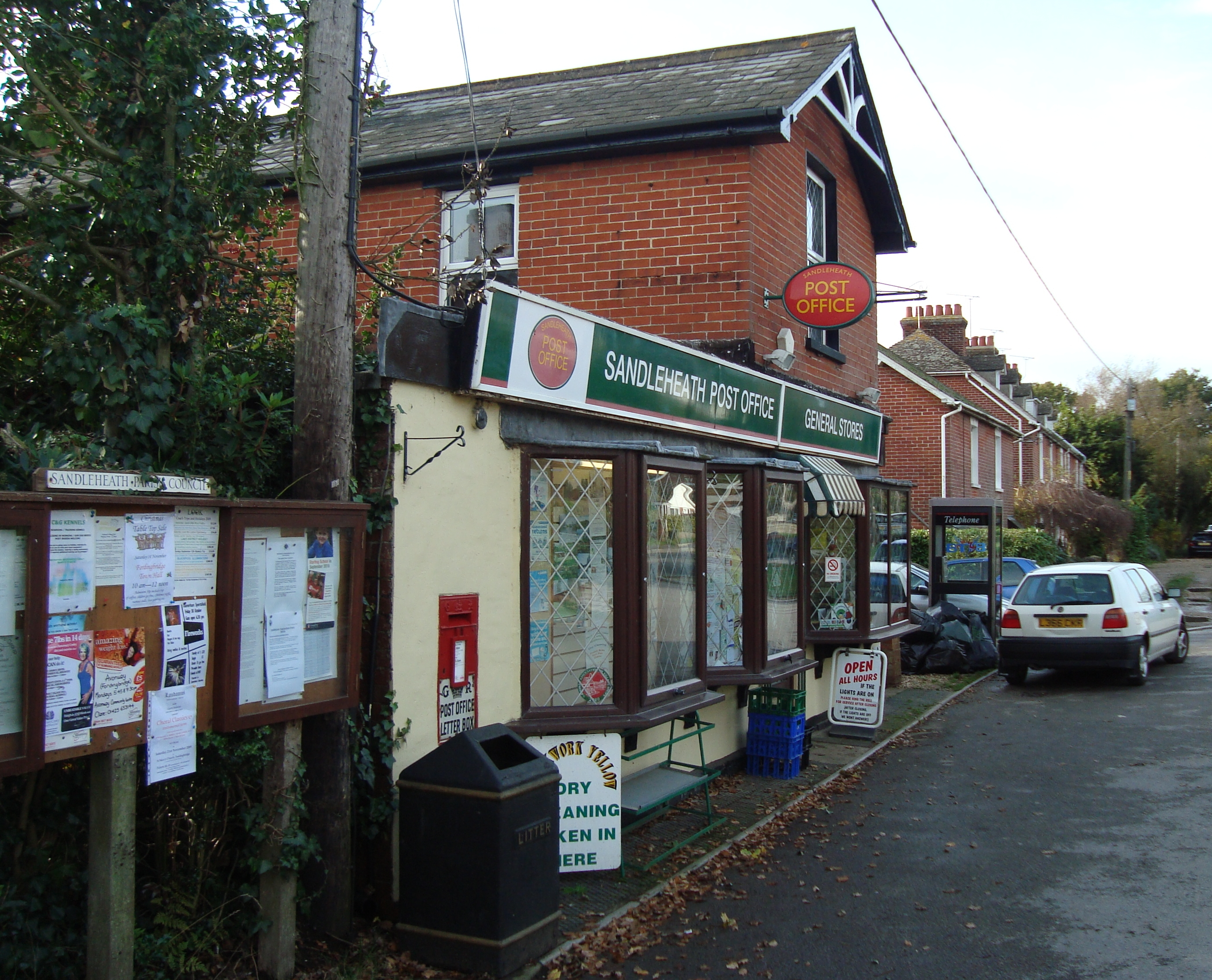
Bureau de poste.

Le village a une petite zone de terre commune en son centre, un magasin de village, un bureau de poste et une petite zone industrielle. Sandleheath héberge un groupe de scouts marins qui utilise une salle dans le village.